# Trachelas digitus
Trachelas digitus är en spindelart som beskrevs av Norman I. Platnick och Mohammad U. Shadab 1974. Trachelas digitus ingår i släktet Trachelas och familjen flinkspindlar.
Artens utbredningsområde är Costa Rica. Inga underarter finns listade i Catalogue of Life.